# Scrierea vinča
Simbolurile vinča (numite uneori și: semnele vinča, scrierea vinča sau scrierea europeană veche) sunt un set de caractere găsite pe artefacte neolitice (din mileniul al VI -lea î.e.n. până în mileniul al V -lea î.e.n.) ale culturii vinča.

## Descoperierea simbolurilor

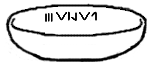
Un desen modern al unui vas al Culturii Vinča, găsit la o adâncime de 8,5 metri.

În 1875, săpăturile arheologice conduse de arheoloaga Zsófia Torma (năcută în 1840 și decedată în 1899) la Todos (astăzi Turdaș în România) au dezvăluit obiecte cu inscripții ce conțineau caractere necunoscute.